# Anjoma Nandihizana
Anjoma Nandihizana is een plaats en commune in het centrum van Madagaskar, behorend tot het district Manandriana, dat gelegen is in de regio Amoron'i Mania. Tijdens een volkstelling in 2001 telde de plaats 13.274 inwoners.
De plaats biedt naast lager onderwijs ook middelbaar onderwijs aan. 49,9 % van de bevolking werkt als landbouwer en 49,9 % houdt zich bezig met veeteelt. Het belangrijkste landbouwproduct is rijst; andere belangrijke producten zijn zoete aardappelen en aardappelen. Verder is 0,2% actief in de dienstensector.